# Tawuła wierzbolistna
Tawuła wierzbolistna, tawuła bawolina (Spiraea salicifolia L.) – gatunek rośliny wieloletniej należący do rodziny różowatych. 

## Rozmieszczenie geograficzne
Występuje w środkowo-wschodniej Europie (od Austrii i Czech na zachodzie po Ukrainę na wschodzie oraz od Polski na północy, po Bułgarię na południu) oraz na rozległych obszarach Azji od Kazachstanu poprzez Syberię, Mongolię i północnej Chiny po Rosyjski Daleki Wschód i Japonię. Jako introdukowany rośnie w zachodniej i północnej Europie oraz we wschodniej Ameryce Północnej. W Polsce w stanie dzikim występuje w Kotlinie Sandomierskiej, na Wyżynie Lubelskiej i na jednym stanowisku w Beskidzie Niskim.

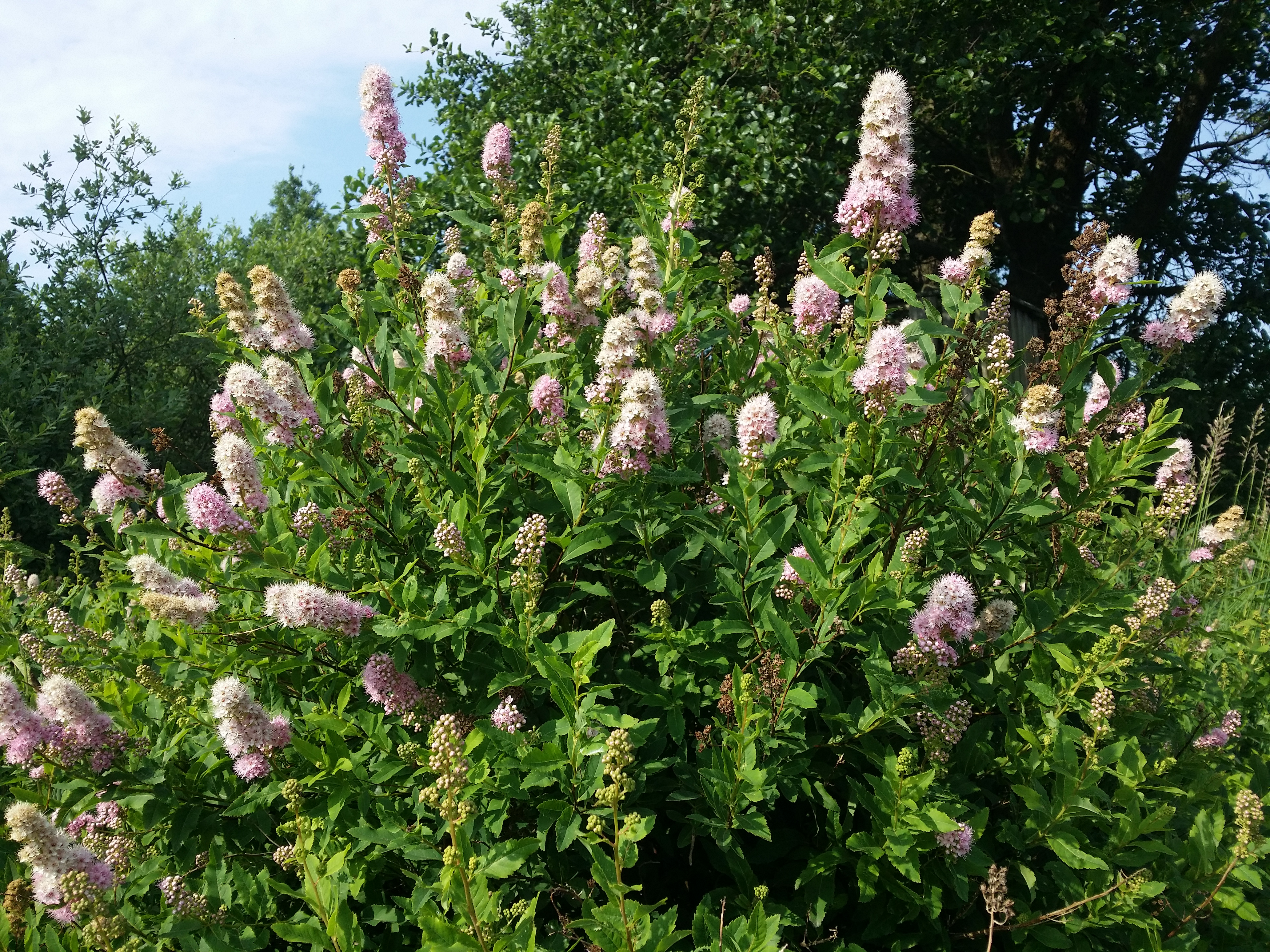
Pokrój

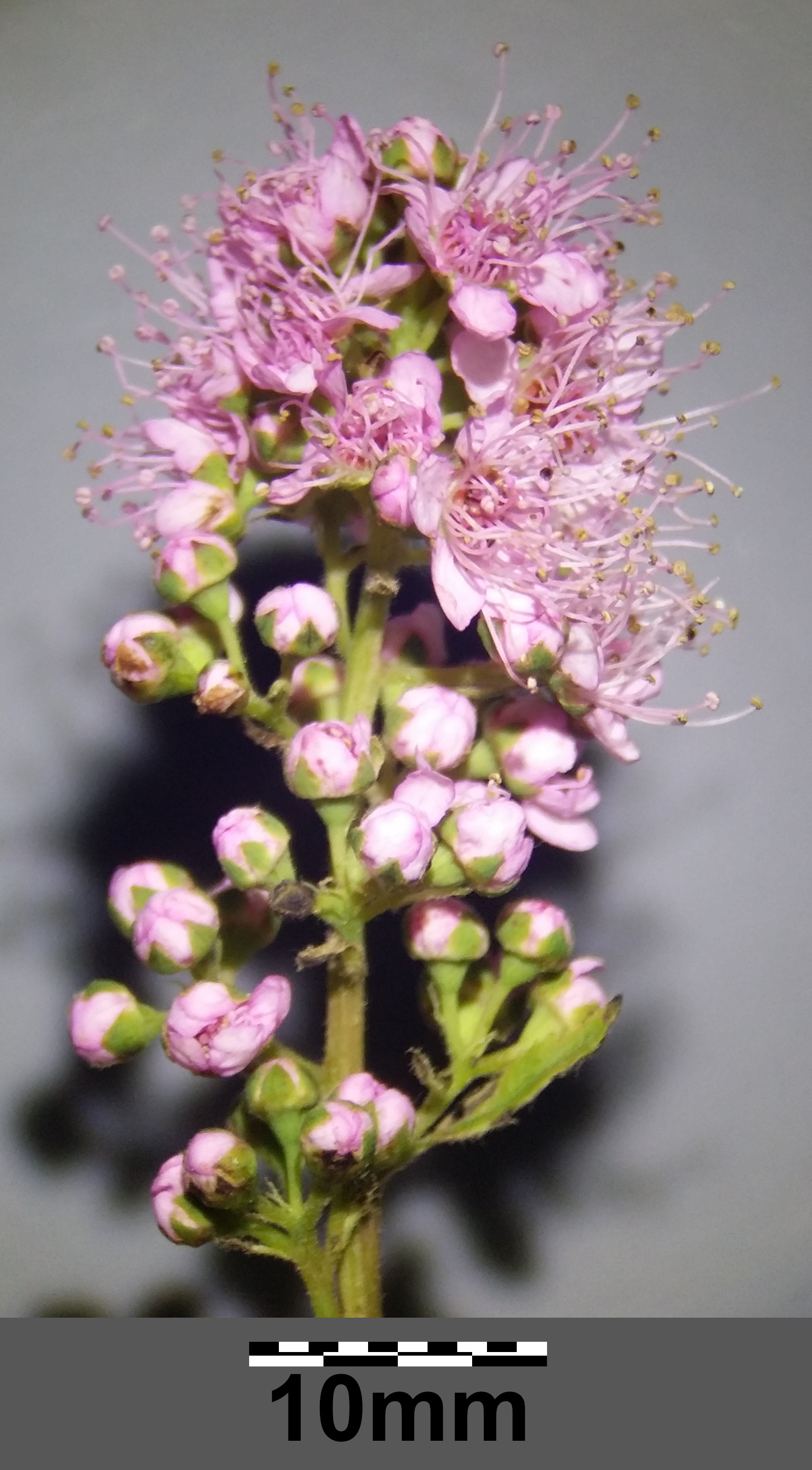
Kwiaty

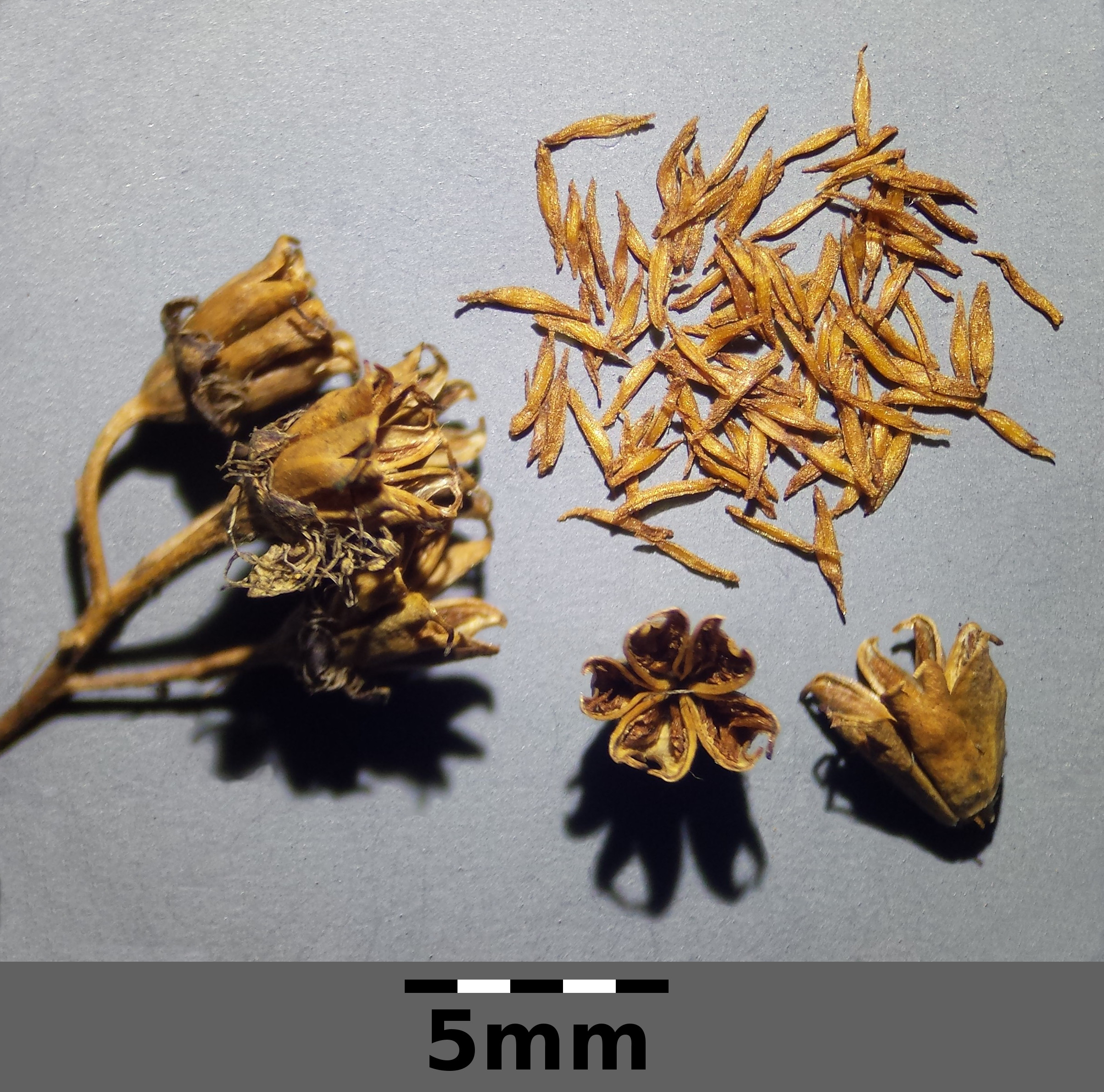
Owoce i nasiona

## Morfologia
PokrójKrzew o wysokości do 2 m. Pędy sztywne, tworzy podziemne rozłogi. Gałązki obłe, czasem lekko kanciaste, barwy żółtobrązowej.
LiścieDługości 4 do 8 cm, skrętoległe, barwy jasnozielonej, pojedyncze, podłużnie lancetowate, z zaostrzonym wierzchołkiem, ostro piłkowane na brzegu i delikatnie orzęsione.
KwiatyRóżowe, drobne, z płatkami korony o długości 3-4 mm, zebrane na szczytach pędów w walcowate lub stożkowate wiechy (o długości 10 do 15 cm).
OwoceZbiorowe, złożone z niewielkich mieszków.

## Biologia i ekologia
Nanofanerofit. Kwitnie od czerwca do sierpnia. Zasiedla gleby wilgotne, żyzne, o odczynie obojętnym, piaszczyste i pylaste, mineralno-próchniczne. Spotykany na wilgotnych łąkach, brzegach zbiorników wodnych, w olszynach. Czasami tworzy duże zarośla.